# Estadificació del càncer
L'estadificació del càncer o estadiatge del càncer és el procés de mesurar el desenvolupament d'un càncer per descriure com està d'avançat. Es divideix el potencial desenvolupament en fases, segons els òrgans afectats i si s'ha produït o no metàstasi.
El sistema més emprat és el Sistema d'estadiatge TNM, però hi ha càncers que tenen sistemes específics, com els tumors del cervell, el càncer de pulmó i de mama o els relacionats amb la sang. En general, es pot dividir l'evolució del càncer en les següents fases:
- 0 = el càncer està localitzat en un sol punt
- I = el càncer afecta un sol òrgan o secció
- II = el càncer no està estable
- III = el càncer es troba en un estat avançat
- IV = metàstasi